# Laura Fortino
Laura Fortino  (née le 30 janvier 1991 à Hamilton, dans la province de l'Ontario) est une joueuse canadienne de hockey sur glace évoluant au poste de défenseure dans la ligue féminine professionnelle. Elle a remporté la médaille d'or du tournoi féminin aux Jeux olympiques d'hiver de 2014 à Sotchi, en Russie et l'argent en 2018 à Pyeongchang. Elle a également participé à plusieurs éditions des championnats du monde, remportant quatre médailles d'argent et une médaille d'or.
Lors de la 2017-2018 , elle remporte la coupe Clarkson avec le Thunder de Markham.

## Biographie
Faisant partie des hockeyeuses boycottant la saison 2019-2020 à la suite de la fermeture de l'unique ligue canadienne, elle ne joue pas mais est sélectionnée  par la NHL pour le 65e match des étoiles dans l'épreuve du match féminine élite 3 contre 3 . En 2020 et 2021 elle joue des matchs avec la Professional Women's Hockey Players Association (PWHPA), organisation ayant pour but de former une ligue professionnelle féminine mais dont la progression a été ralentie par la pandémie de Covid-19 .

## Statistiques

### En club
| Saison      | Équipe              | Ligue       |                            | Saison régulière           | Saison régulière           | Saison régulière           | Saison régulière           | Saison régulière           |                            | Séries éliminatoires       | Séries éliminatoires       | Séries éliminatoires       | Séries éliminatoires | Séries éliminatoires |
| Saison      | Équipe              | Ligue       | PJ                         | B                          | A                          | Pts                        | Pun                        | PJ                         | B                          | A                          | Pts                        | Pun                        |                      |                      |
| 2009-2010   | Big Red de Cornell  | NCAA        | 33                         | 13                         | 21                         | 34                         | 2                          | -                          | -                          | -                          | -                          | -                          |                      |                      |
| 2010-2011   | Big Red de Cornell  | NCAA        | 33                         | 9                          | 31                         | 40                         | 20                         | -                          | -                          | -                          | -                          | -                          |                      |                      |
| 2011-2012   | Big Red de Cornell  | NCAA        | 33                         | 8                          | 29                         | 37                         | 24                         | -                          | -                          | -                          | -                          | -                          |                      |                      |
| 2012-2013   | Big Red de Cornell  | NCAA        | 34                         | 5                          | 16                         | 21                         | 22                         | -                          | -                          | -                          | -                          | -                          |                      |                      |
| 2013-2014   | Canada              | AMHL        | 16                         | 0                          | 3                          | 3                          | 2                          | -                          | -                          | -                          | -                          | -                          |                      |                      |
| 2014-2015   | Thunder de Brampton | LCHF        | 24                         | 5                          | 10                         | 15                         | 8                          | -                          | -                          | -                          | -                          | -                          |                      |                      |
| 2015-2016   | Thunder de Brampton | LCHF        | 24                         | 8                          | 20                         | 28                         | 2                          | 0                          | 0                          | 0                          | 0                          | 0                          |                      |                      |
| 2016-2017   | Thunder de Brampton | LCHF        | 20                         | 6                          | 13                         | 19                         | 34                         | -                          | -                          | -                          | -                          | -                          |                      |                      |
| 2017-2018   | Thunder de Markham  | LCHF        | 2                          | 0                          | 1                          | 1                          | 0                          | 3                          | 0                          | 1                          | 1                          | 0                          |                      |                      |
| 2018-2019   | Thunder de Markham  | LCHF        | 26                         | 5                          | 13                         | 18                         | 4                          | 1                          | 0                          | 0                          | 0                          | 0                          |                      |                      |
| 2019-2020   | GTA West            | PWHPA       | Statistiques indisponibles | Statistiques indisponibles | Statistiques indisponibles | Statistiques indisponibles | Statistiques indisponibles | Statistiques indisponibles | Statistiques indisponibles | Statistiques indisponibles | Statistiques indisponibles | Statistiques indisponibles |                      |                      |
| 2020-2021   | Toronto             | PWHPA       | 4                          | 0                          | 2                          | 2                          | 0                          |                            |                            |                            |                            |                            |                      |                      |
| 2021-2022   | Toronto             | PWHPA       | 9                          | 3                          | 6                          | 9                          | 4                          |                            |                            |                            |                            |                            |                      |                      |
| 2022-2023   | Team Harvey's       | PWHPA       | 20                         | 4                          | 9                          | 13                         | 2                          |                            |                            |                            |                            |                            |                      |                      |
| Totaux NCAA | Totaux NCAA         | Totaux NCAA | 133                        | 35                         | 97                         | 132                        | 68                         |                            |                            |                            |                            |                            |                      |                      |
| Totaux LCHF | Totaux LCHF         | Totaux LCHF | 96                         | 24                         | 57                         | 81                         | 56                         | 6                          | 0                          | 1                          | 1                          | 0                          |                      |                      |

### En équipe nationale
| Année | Équipe          | Compétition                   |   | PJ | B | A | Pts | Pun | +/-                |  | Résultat |
| 2008  | Canada - 18 ans | Championnat du monde - 18 ans | 4 | 1  | 4 | 5 | 0   | +8  | Médaille d'argent  |  |          |
| 2009  | Canada - 18 ans | Championnat du monde - 18 ans | 5 | 0  | 4 | 4 | 0   | +10 | Médaille d'argent  |  |          |
| 2012  | Canada          | Championnat du monde          | 5 | 2  | 2 | 4 | 6   | +9  | Médaille d'or      |  |          |
| 2013  | Canada          | Championnat du monde          | 5 | 0  | 2 | 2 | 0   | +6  | Médaille d'argent  |  |          |
| 2014  | Canada          | Jeux olympiques               | 5 | 0  | 1 | 1 | 0   | +5  | Médaille d'or      |  |          |
| 2015  | Canada          | Championnat du monde          | 5 | 1  | 0 | 1 | 0   | +2  | Médaille d'argent  |  |          |
| 2016  | Canada          | Championnat du monde          | 5 | 1  | 2 | 3 | 2   | +2  | Médaille d'argent  |  |          |
| 2017  | Canada          | Championnat du monde          | 5 | 0  | 1 | 1 | 4   | +4  | Médaille d'argent  |  |          |
| 2018  | Canada          | Jeux olympiques               | 5 | 0  | 2 | 2 | 0   | +3  | Médaille d'argent  |  |          |
| 2019  | Canada          | Championnat du monde          | 7 | 0  | 4 | 4 | 2   | +5  | Médaille de bronze |  |          |

## Trophées et Honneurs personnels

### En équipe nationale
- Sélectionnée dans l'équipe étoiles des championnats du monde 2012
- Nommée dans le top 3 des meilleures joueuses de l'équipe canadienne lors des championnats du monde 2016
- Sélectionnée dans l'équipe type des médias lors des Jeux olympiques de 2018

### LCHF
- Défenseure de l'année de la saison 2015-2016 de la LCHF